# Mutel Peak
Mutel Peak är en bergstopp i Antarktis. Den ligger i Västantarktis. Inget land gör anspråk på området. Toppen på Mutel Peak är 860 meter över havet, eller 203 meter över den omgivande terrängen. Bredden vid basen är 1,9 km.
Terrängen runt Mutel Peak är varierad. Trakten är obefolkad. Det finns inga samhällen i närheten. 